# ترولی

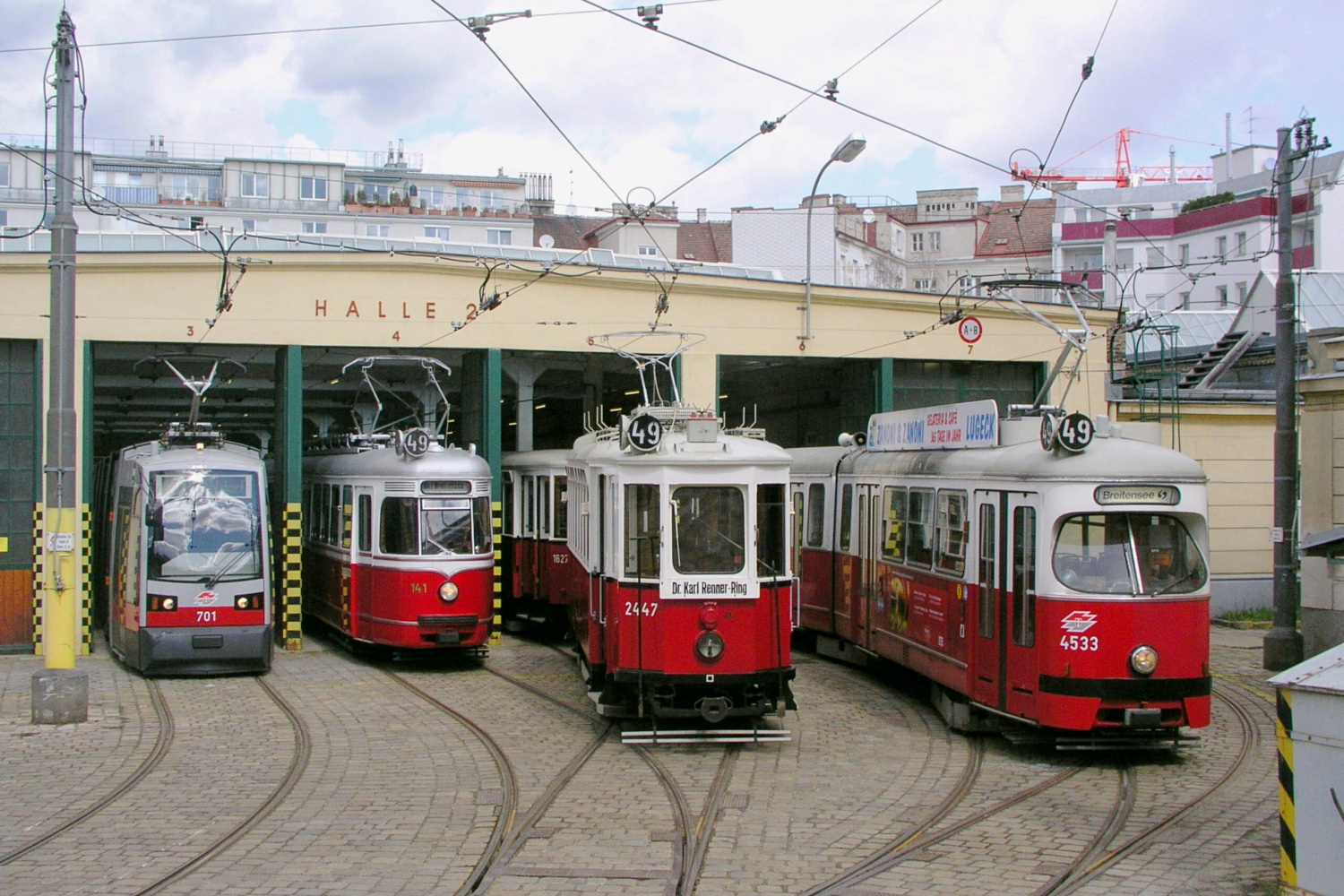
ترولی مسافربری شهری در وین اتریش

ترولی (به انگلیسی: Trolley) به وسیلهٔ چرخ‌داری گفته می‌شود که نیروی محرکهٔ آن توسط انسان، اسب یا سوخت‌های فسیلی تأمین شود. یک ترولی ممکن است کابین دار باشد، بر روی ریل حرکت کند و مسافر بر روی نیمکت‌های مخصوصی بنشیند یا بدون کابین باشد و برای باربری استفاده شود.

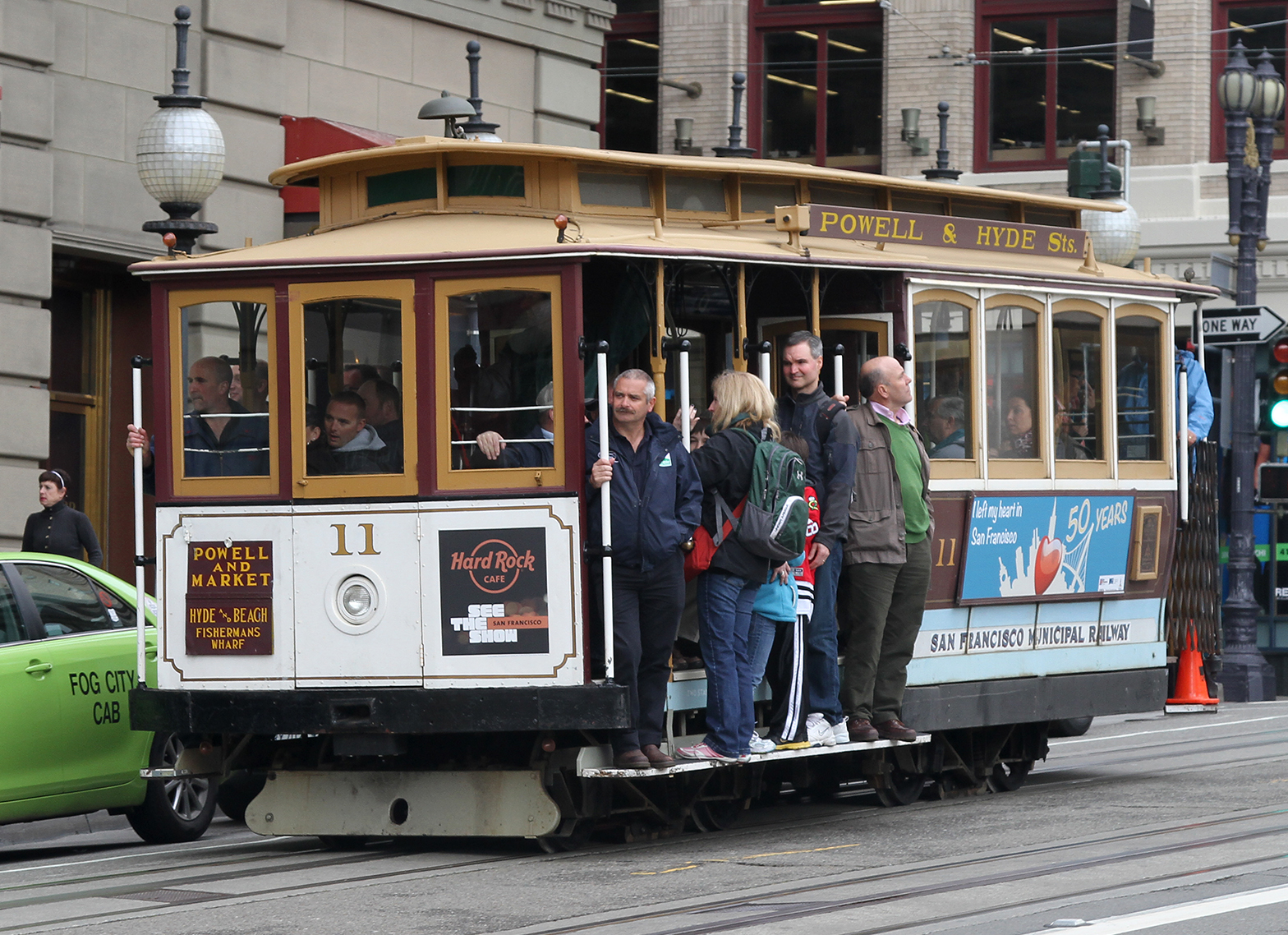
ماشین کابلی در سانفرانسیسکوکالیفرنیا

## کاربردها
منظور از ترولی، بیشتر واگن‌هایی است که از اواخر قرن نوزدهم میلادی تاکنون در خیابان‌ها برای جابجایی مسافران استفاده می‌شوند و تِرَم (به انگلیسی: Tram) نام دارند، این واگن‌های مسافربری در گذشته بیشتر توسط اسب یا زغال سنگ حرکت می‌کردند و در سطح شهر ایستگاه‌هایی داشتند. هنوز هم در برخی از کشورها از آن‌ها استفاده می‌شود. نیروی محرکهٔ این واگن‌ها ابتدا به وسیلهٔ اسب و بعدها توسط سوخت‌های فسیلی تأمین می‌شد. در حال حاضر ترم‌ها توسط نیروی برق حرکت می‌کنند و ظرفیتشان بین بین ۱۰ تا ۲۸ نفر است.
هم‌اکنون در برخی از کشورها مانند ایالات متحده (به ویژه در سانفرانسیسکو)، ترکیه و اتریش از ترولی‌های مسافربری (ترم) استفاده می‌شود.
از انواع دیگری از این دستگاه‌ها برای عیب‌یابی و تعمیر خطوط راه‌آهن و حمل بار هم استفاده می‌شد.

## خطرات
ترولی‌های قدیمی از امنیت پایینی برخوردار بودند و استفاده از آن‌ها در خطوط ریلی برون‌شهری و مسیرهای کوهستانی خطراتی مانند خروج از ریل و سقوط را به همراه داشت.